# دانشگاه فری آمستردام
دانشگاه آزاد آمستردام (به هلندی: Vrije Universiteit Amsterdam) یک دانشگاه در شهر آمستردام پایتخت هلند است که در سال ۱۸۸۰ تاسیس شده‌است. این دانشگاه یکی از دو دانشگاه دولتی و تحقیقاتی بزرگ شهر است که دیگری دانشگاه آمستردام می‌باشد. همچنین بر مبنای رتبه‌بندی تایمز در میان ۱۵۰ دانشگاه برتر دنیا قرار گرفته‌است. ترجمه تحت‌الفظی عبارت Vrije Universiteit، معادل "Free University" یا «دانشگاه آزاد و مستقل» می‌باشد. عبارتِ «آزاد»، به استقلال دانشگاه هم از دولت و هم از کلیسای اصلاح‌شده هلند اشاره دارد. هم در داخل و هم در خارج از دانشگاه، این موسسه معمولاً با عبارتِ مخفف‌شده‌ی "VU" نامیده می‌شود.
در سال ۲۰۱۴، این دانشگاه ۲۳٬۶۵۶ دانشجو داشت، که اغلبشان دانشجوی تمام‌وقت بودند. در همین سال، بر مبنای واحدهای FTE، این دانشگاه دارای ۲٬۲۶۳ عضو هیئت علمی و پژوهشگر، و ۱٬۴۱۰ کارمندِ اداری، فنی و دفتری بود.

## رتبه‌بندی
در رتبه‌بندی دانشگاه‌های جهان، دانشگاه آزاد آمستردام در سال ۲۰۱۹، در رده ۱۰۳ دانشگاه‌های جهان قرار دارد. همچنین در همین سال، بر اساسِ رتبه‌بندی CWUR، در جایگاه ۱۴۶ جهان و در سال ۲۰۲۰ بر مبنای رتبه‌بندی تایمز، در رده 138 و بر اساسِ رتبه‌بندی QS در جایگاه ۲۱۹ قرار گرفته‌است.